# Alternanthera iresinoides
Alternanthera iresinoides är en amarantväxtart som beskrevs av Carl Sigismund Kunth. Alternanthera iresinoides ingår i släktet alternanter, och familjen amarantväxter. Inga underarter finns listade i Catalogue of Life.